# Heinz Kunle
Heinz Kunle (Lörrach, 15 de dezembro de 1928 – 5 de janeiro de 2012) foi um matemático alemão que trabalhou com geometria.

## Formação e carreira
Kunle estudou matemática e física na Universidade de Freiburgo, onde obteve um doutorado em 1953, orientado por Gerrit Bol, com a tese Zur projektiven Kinematik der einparametrigen Quadrikscharen. Obteve a habilitação em Freiburgo em 1960 e a partir de 1962 foi professor associado de geometria na Universidade de Karlsruhe, desde 1963 como professor titular. De 1965 a 1967 foi decano da Faculdade de Ciências Naturais I, de 1970 a 1975 pró-reitor da universidade e de 1983 a 1994 reitor. Em 1968 fundou um departamento de didática matemática na Universidade de Karlsruhe. Como reitor expandiu a cooperação internacional da universidade (França, por exemplo, diplomas duplos em Karlsruhe e ENSAM (École Nationale Supérieure d'Arts et Métiers) em Paris, Rússia, Bulgária, Hungria) e a orientação de pesquisa.

## Obras
- Editor: Die Technische Universität an der Schwelle zum 21. Jahrhundert: Festschrift zum 175jährigen Jubiläum der Universität Karlsruhe (TH), Springer Verlag 2000